# 羅馬尼亞薩瓦納鰍
羅馬尼亞薩瓦納鰍為輻鰭魚綱鯉形目鰍科的其中一種，為溫帶淡水魚，分布於歐洲羅馬尼亞多瑙河中下游流域，體長可達10.5公分，棲息在沙底質、流動的底層水域，生活習性不明。

## 扩展阅读
維基物種上的相關：羅馬尼亞薩瓦納鰍